# Filippo Maria Pontani
Filippo Maria Pontani (* 17. Juni 1913 in Rom; † 21. August 1983 in Bologna) war ein italienischer Klassischer Philologe und Neogräzist und Professor für Gräzistik und Neogräzistik an der Universität Padua.

## Leben und Werk
Pontani begann seine Laufbahn als Klassischer Philologe, um sich in der Folge auch als einer der bedeutenden Neogräzisten Italiens zu etablieren. Er beschäftigte sich vor allem mit der altgriechischen Dichtung von der archaischen Liedkunst über die klassische Tragödie bis zur hellenistischen Dichtung sowie mit der neugriechischen Dichtung. Neben seiner wissenschaftlichen Arbeit, zu der auch kritische Texteditionen, etwa eine viel beachtete der Oden des Andreas Kalvos, gehören, übertrug er eine große Zahl antiker, spätantiker und moderner Autoren (Sappho, Alkaios von Lesbos, Anakreon, die Homerischen Hymnen, Aischylos, Sophokles, Euripides, die Anthologia Palatina; Kalvos, Kavafis, Ritsos, Seferis, Solomos, Tsirkas, Kazantzakis) mit hohem künstlerischen Anspruch ins Italienische und legte auch Studien zur Rezeption italienischer Dichtung (Dante, Ungaretti) in der neugriechischen Literatur  vor. Darüber hinaus widmete er verschiedenen spätantiken und byzantinischen Texten (Prokopios von Caesarea; Maximos Planudes) seine Aufmerksamkeit und erstellte eine Grammatik des Neugriechischen.
Pontani war Herausgeber der Studi bizantini e neogreci der Universität Padova (verlegt bei Liviana Editrice, Padova) und Mitarbeiter der von Silvio D'Amico begründeten Enciclopedia dello spettacolo.
Für seine Übersetzung einer Auswahl von Prosa und Dichtung des Giorgos Seferis (Poesia, Prosa. Club degli Editori, Mailand 1971) erhielt Pontani 1972 den Premio "Città di Monselice" per la traduzione letteraria.
Pontani war mit der Byzantinistin Anna Meschini Pontani (* 1949) verheiratet. Filippomaria Pontani ist sein Sohn.

## Schriften (Auswahl)

### Zur altgriechischen Literatur
Monographien und Artikel
- Ibico. In: Giornale Italiano di Filologia 2, 1949, S. 107–117.
- Note Alcmanee. In: Maia 3, 1950, S. 33–53.
- L'epillio greco. Sansoni, Firenze, 1973.

Kommentare
- Eschilo: I Persiani. Introduzione, commento e analisi metrica di Filippo Maria Pontani. Seconda edizione, Bonacci, Roma, 1970 (Collezione classica Bonacci).

Übersetzungen
- Alcmane, Stesicoro, Ibico: Frammenti. Prefazione e traduzione di Filippo Maria Pontani. Einaudi, Turin, 1965, 2. Auflage 1978. Rezension von: Walter Sousa Medeiros, in: Humanitas. Coimbra. 19–20 (1967–1968) 421–422.
- Saffo, Alceo, Anacreonte: Liriche e frammenti. Prefazione e traduzione di Filippo Maria Pontani. Einaudi, Turin, 1965. Rezension von: Walter Sousa Medeiros, in: Humanitas. Coimbra. 17–18 (1965–1966) 274–276
- Pleiadi: Frammenti di lirica greca. 1952.
- Inni omerici. Tradotti da Filippo Maria Pontani. Con un saggio di Giorgio Seferis. Dieci illustrazioni originali di Corrado Cagli. Edizioni dell'Elefante, Roma, 1968.
- Eschilo: Orestea. Traduzione di Filippo Maria Pontani. Garzanti, 1968.
- Sofocle: Tutte le tragedie. A cura di Filippo Maria Pontani. Club del libro Fratelli Melita, La Spezia, 1987.
- Euripide: Tutte le tragedie. A cura di Filippo Maria Pontani. Newton, 1991.
- Sofocle und Euripide, in: Eschilo - Sofocle - Euripide: I tragici greci. Newton Compton Editori, ISBN 978-88-541-1711-2.
- Antologia Palatina. Testo greco a fronte. Einaudi, Turin, 1978, Seconda edizione 1979  (I Millenni): Vol. 1: Libri I-VI, Vol. 2: Libri VII-VIII, Vol. 3: Libri IX-XI, Vol. 4: Libri XII-XVI. : Note di Copertina, Indice - Sommario, Dall'introduzione "Gli epigrammi e i poeti" di Filippo Maria Pontani (Memento vom 23. November 2004 im Internet Archive)

### Zur spätantiken und byzantinischen Literatur
- Maximi Planudis Idyllium. Recensuit Philippus Maria Pontani. La Garangola, Padova, 1973.
- Procopio di Cesarea: La Guerra gotica. A cura di Filippo Maria Pontani. 1974.

### Zur neugriechischen Literatur
Monographien und Artikel
- Teatro neoellenico. Nuova Accademia Editrice, Milano, 1962.
- Per un'edizione critica di Kalvos. In: Helikon 1–4, 1964, S. 84–98.
- Fortuna neogreca di Dante. Roma, 1966.
- Questioni kalviane, in: Atti dell'Istituto Veneto di Scienze, Lettere ed Arti. Classe di Scienze Morali, Lettere ed Arti, 124, 1966, S. 287.
- Motivi classici e bizantini negli inediti di Kavafis, in: Atti dell'Istituto Veneto di Scienze, Lettere ed Arti. Classe di Scienze Morali, Lettere ed Arti 127, 1970, S. 291.
- Fortuna greca di Ungaretti. Liviana Editrice, Padova, 1972.
- Lezioni sul teatro cretense. Università di Padova, 1980 (Studi bizantini e neogreci. Quaderni).
- Επτά δοκίμια και μελετήματα για τον Καβάφη. Morphotiko Idryma Ethnikes Trapezes, Athen, 1991, ISBN 960-250-028-X.

Kritische Textedition
- Ανδρέα Κάλβου Ωδαί. Κριτική έκδοση: Filippo Maria Pontani, εισαγωγή: Κωνσταντίνος Θησέως Δημαράς, γλωσσάριο: Anna Gentilini. Ikaros, Athen, 1988.

Übersetzungen
- Giorgio Athanas: Quadretti italiani. 1979.
- Yiannis Hatziandreas (= Stratis Tsirkas): Citta alla deriva. Il circolo. Traduzione di Filippo Maria Pontani. Guanda, Parma, 1984, ISBN 88-7746-227-2.
- Costantino Kavafis: Poesie. A cura di Filippo Maria Pontani. Mondadori, 1961.
- Nikos Kazantzakis: Commedia. Tragedia in un atto. Traduzione di Filippo Maria Pontani, con una nota di Massimo Peri. Edizioni del Paniere, Verona, 1980.
- Giorgos Seferis: Poesie. Versioni di Filippo Maria Pontani. Mondadori, Milano, 1961
- Giorgos Seferis: Poesie scelte. Versioni di Filippo Maria Pontani. Con un “Ricordo” de Giuseppe Ungaretti. All’insegna del Pesce d’Oro, Milano, 1956.
- Giorgos Seferis: Poesia, Prosa. Club degli Editori, Milano, 1971.
- Giorgos Seferis: Poesie nascoste. Versioni di Filippo Maria Pontani. Mondadori, Milano, 1974.
- Vasilis Vasilikos: La foglia. Traduzione di Filippo Maria Pontani. Sellerio, Palermo, 1988.

Grammatik
- Grammatica del greco moderno. Vol. 1: Fonetica e morfologia; Vol. 2: Esercizi. Edizioni dell'Ateneo, Roma, 1968 (Bibliotheca Athena, n. 19–20).